# Východoslovenská nížina
Východoslovenská nížina je slovenská nížina, geomorfologická oblast subprovincie Velká dunajská kotlina. Leží v jižní části východního Slovenska. Dělí se na Východoslovenskou pahorkatinu a Východoslovenskou rovinu.
Na jihu přesahuje do Maďarska pod názvem Tiszamenti síkság (Tiská nížina), na východě pokračuje na ukrajinském území jako Закарпатська низовина, Zakarpats'ka nyzovyna (Zakarpatská nížina). Zasahuje i na území Rumunska jako Câmpia Someşului (Somešská nížina). Na západě ji ohraničuje pohoří Slanské vrchy a na severu sousedí s Beskydským předhořím a Vihorlatskými vrchy.

## Charakteristika

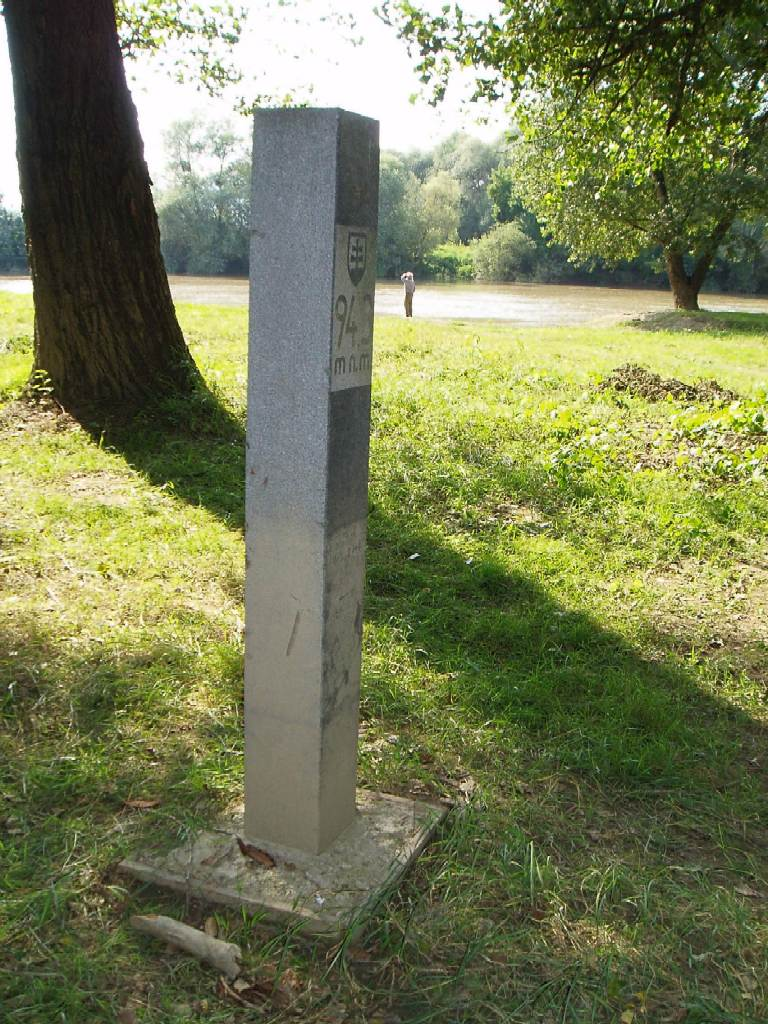
Východoslovenská nížina a nejníže položené místo (místo s nejnižší nadmořskou výškou) na Slovensku

Východoslovenská nížina je rozsáhlá rovinatá oblast, ve které se nadmořská výška pohybuje okolo 150 – 200 metrů nad mořem. Jen ojediněle se nad touto rovinou tyčí vyšší kopce – např. Tarbucka (277 m) a Velký vrch (272 m). Výjimkou je vrchol nedaleko státní hranice s Maďarskem – Rozhľadňa, který měří 469 m. Jen o něco málo jižněji, u obce Streda nad Bodrogom, se nachází nejníže položené místo Východoslovenské nížiny a současně i celého Slovenska, které leží v nadmořské výšce pouze 94 m n. m.
Východoslovenská nížina má díky své nadmořské výšce a z ní vyplývajícímu podnebí ideální podmínky pro zemědělství, ovocnářství a vinohradnictví. Velmi známá je tokajská vinohradnická oblast, která má bohatou historickou tradici a produkuje vynikající vína nejvyšší kvality. Převážnou část území pokrývají úrodné lány, ovocné sady a zahrady. V povodí řek se rozkládají lužní lesy, z listnatých stromů zde převládají duby.
Východoslovenská nížina je protkána množstvím řek. K nejvýznamnějším patří Ondava, Topľa, Laborec a Latorica, které se nedaleko státní hranice s Maďarskem slévají do řeky Bodrog. Podnebně se Východoslovenská nížina řadí mezi teplé oblasti. V zimních měsících se teploty pohybují mezi -2 až -4 °C, v letních měsících dosahují průměrně 17 až 20 °C. Počet dní se sněhovou pokrývkou činí 50 až 70, počet letních dní se pohybuje okolo 50 až 70.

## Chráněná území
Východoslovenská nížina nepatří mezi chráněné krajinné oblasti, ale navzdory tomu je, v hlavně v její nejjižnější části, celá řada chráněných přírodních lokalit. Patří k nim přírodní rezervace Kašvár, Latorický luh, Tajba, Veľké jazero, Zemplínska jelšina anebo Zatínsky luh. Na jednom z mrtvých ramen řeky Bodrog byla zřízena přírodní rezervace Boľské rašeliniště. Jde o rašeliniště se vzácnými stromy a křovinami. Močály jsou oblíbenými hnízdišti vzácných vodních ptáků, vyskytují se zde také chráněné druhy žab. Pro vědecké účely slouží i několik chráněných areálů a přírodních památek. O něco severněji leží velmi známá národní přírodní rezervace Senné rybníky. Byla vybudována v roce 1955 a rozšířena v roce 1974. Jde o rozlehlou umělou vodní plochu nacházející se na migrační cestě tahů stěhovavých ptáků. Pro mnohé z nich je jen místem odpočinku na jejich dlouhé cestě, někteří ptáci zde však mají svá hnízdiště. Je také shromaždištěm divokých hus a kachen. Tato přírodní rezervace patří mezi mezinárodně evidované ornitologické lokality. Na dolním toku řek Latorica a Laborec byla vyhlášená nová chráněná krajinná oblast Latorica. Zahrnuje soustavu mrtvých ramen těchto řek s přilehlými lužními lesy a loukami, které poskytují útočiště teplomilným obojživelníkům a plazům. K těm vůbec nejvzácnějším patří želva bahenní.